# ビセンテ・フォックス・ケサーダ

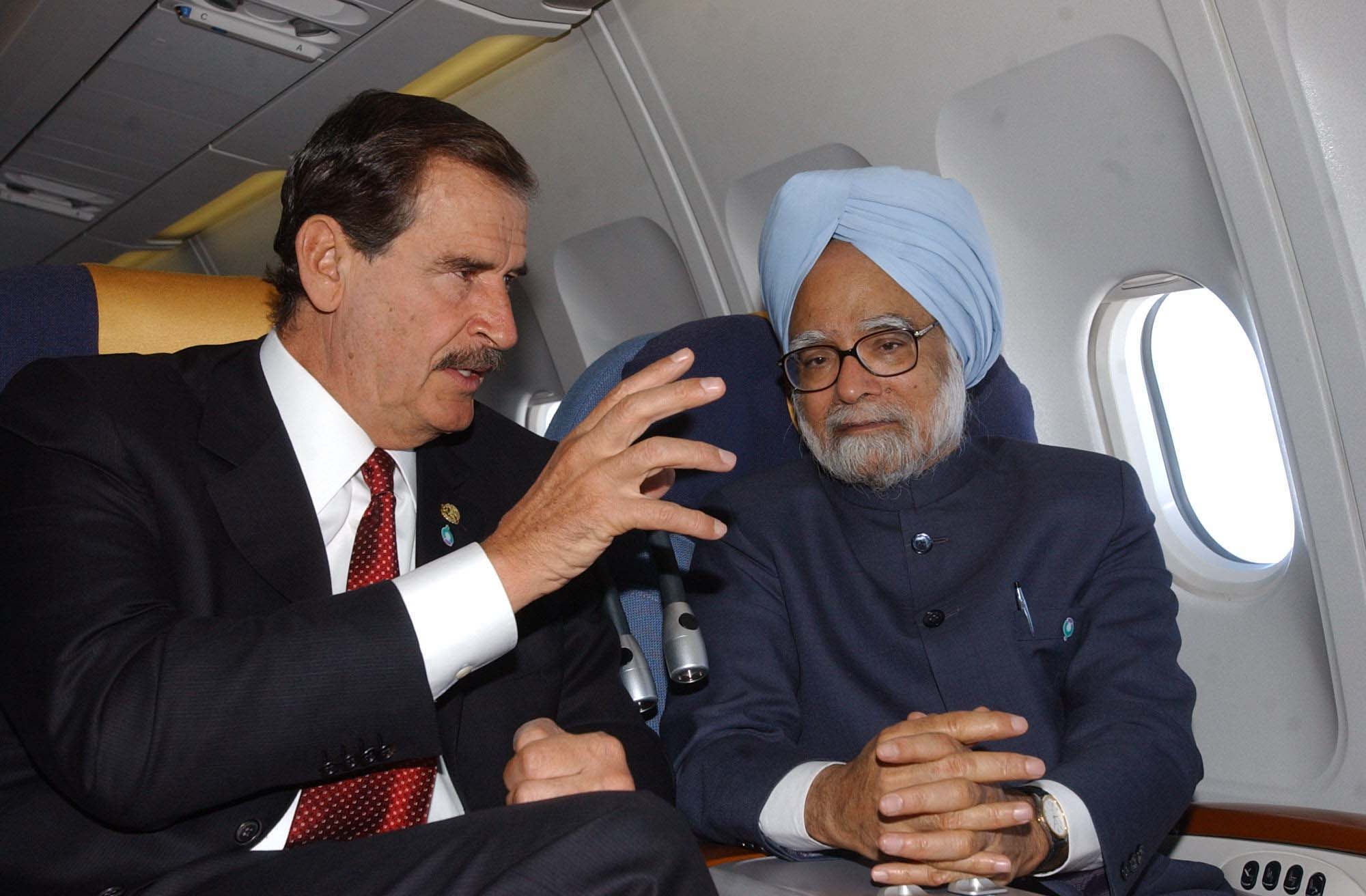
ビセンテ・フォックス＝ケサーダとインドの首相マンモハン・シン

ビセンテ・フォックス・ケサーダ（スペイン語: Vicente Fox Quesada, 1942年7月2日 - ）は、メキシコの政治家。第55代大統領。彼は1910年のフランシスコ・マデロ以来野党から選出された初の大統領。

## プロフィール
フォックスはメキシコシティで裕福なスペイン系メキシコ人の一家に生まれた。父親はドイツ系アメリカ人を先祖に持つメキシコ人、母親はスペイン・バスクのギプスコア県サン・セバスティアンからメキシコへの移民である。
グアナファト州の自家所有の農場で成長したフォックスは、イベロアメリカ大学経営学部およびハーバード大学経営コースで学んだ後コカ・コーラ社に就職、配送トラックのルートアドバイザーとなった。彼は大学を卒業できなかったにもかかわらずメキシコ・コカ・コーラの社長となり、続いて2000年に大統領候補となるまでラテンアメリカ全体のコカ・コーラの管理者となった。
2001年7月には大統領報道官であったマルタ・サアグンと再婚した。前妻との間に子供はいなかったが養子を4人養い、サアグンの前夫との子供3人がいる。地元のグアナファト州に、死別した甥の名前を取った児童養護施設「Amigo Daniel」を設立している
身長198cmの長身。口髭がトレードマーク。

## 政治経歴
フォックスは1980年代に、国民行動党(PAN)の有力なメンバーであり、1988年の同党の大統領候補でもあったマヌエル・J・クロウシエルに招かれ同党に加わった。国民行動党はカトリック教会との関係を保ち、自由市場経済の促進および保守的価値および政策を基本方針とする。同党はメキシコの野党の中で最も古い歴史を持つ。
1988年にフォックスはグアナファト州代表連邦下院議員に選出された。その後1995年にグアナファト州の知事選へ出馬し当選した。

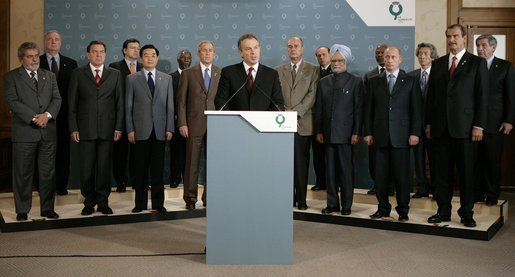
2005年パースシャーサミットにメキシコの歴代大統領として参加